# ペントルーフ形燃焼室

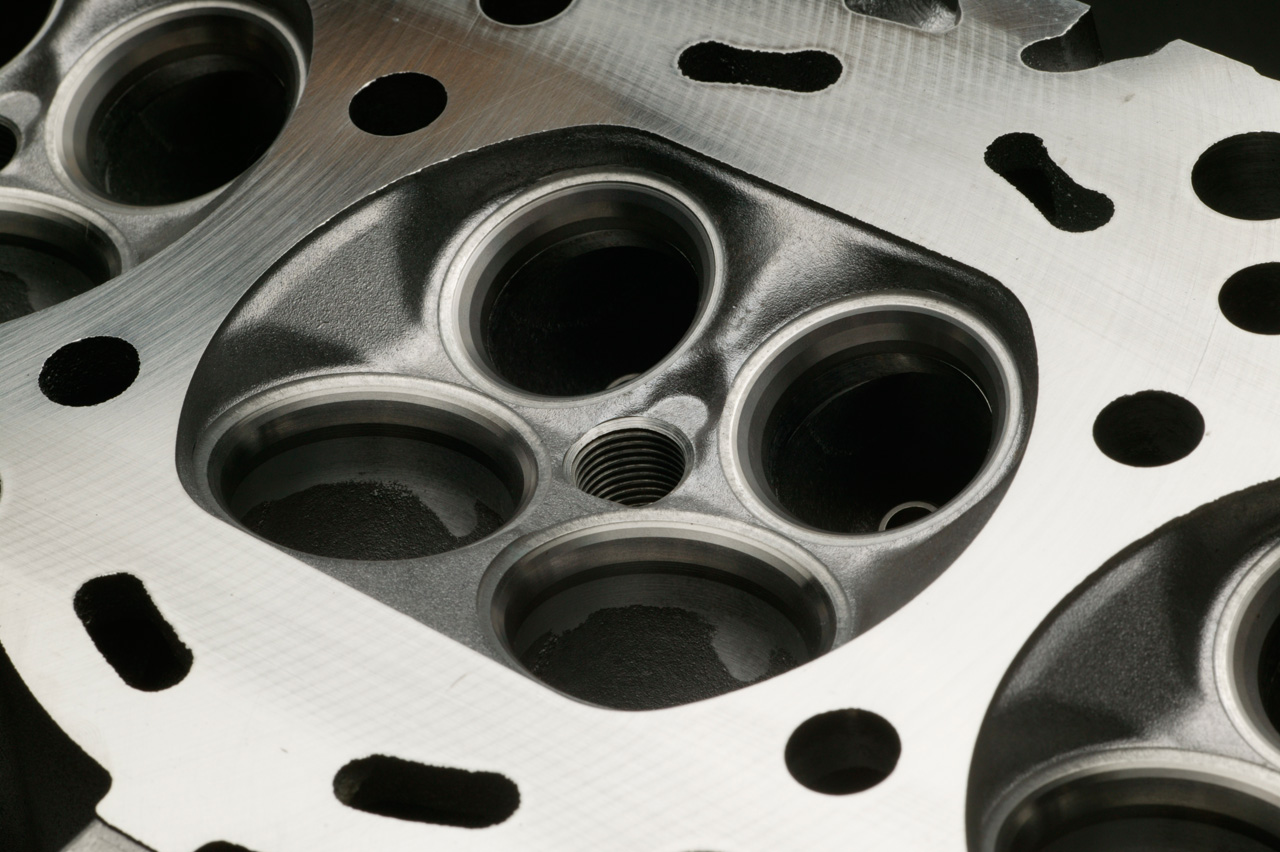
日産・VQ35DEエンジンのシリンダーヘッド

エンジン設計において、ペンタエンジン（またはペンタヘッド）は、シリンダーあたり4つのバルブを使用するエンジンで一般的なシリンダー上部とバルブの配置である。利点としては、空気と燃料の混合気の燃焼時間が速くなることがある。
設計と目的の両面でヘミ（半球）エンジンに似ているが、半球状のシリンダーヘッドでは、より複雑なサブロッカー・アセンブリーを使用しなければ、2つのバルブしか使用できない。
4バルブのペンタエンジンは、フランスのプジョーが発明し、1911年のインディアナポリス500レースで初めて使用された。
ペンタエンジン（ペントルーフ形燃焼室とも呼ばれる）は、今日、多くのメーカーがレース用エンジンと乗用車用エンジンの両方で、排気量に対して比較的高い馬力を出す4バルブシリンダーエンジンに使用している最も一般的な設計である。
ペントルーフ（pent roof）は英語で「片流屋根」を意味する。しかしながら、ペントルーフ形燃焼室の上部形状は切妻屋根形である。